# جامعة ماساتشوستس في بوسطن

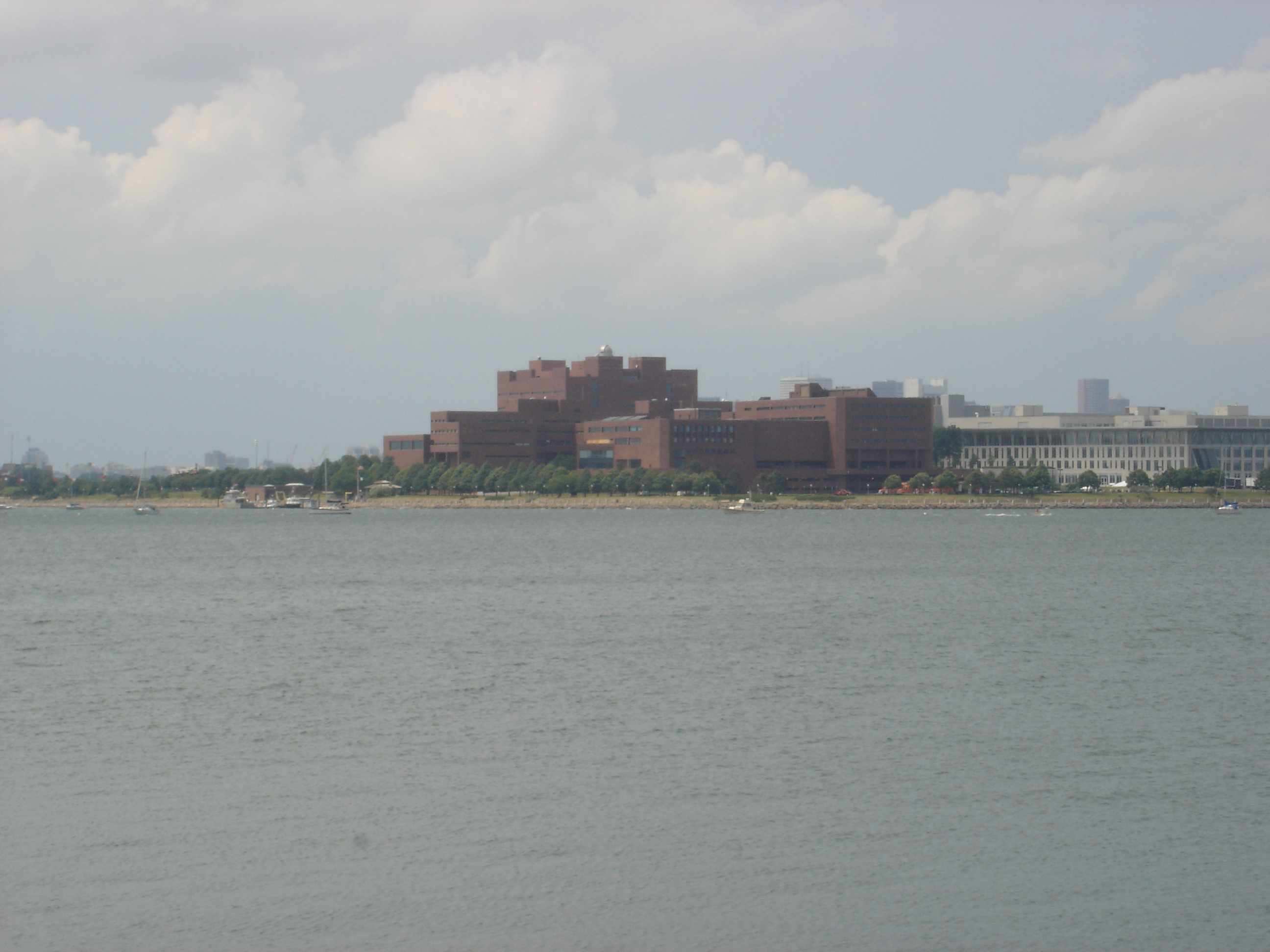
حرم جامعة ماساتشوستس في بوسطن كما تبدو من حديقة سكوانتم بوينت في كوينسي

جامعة ماساتشوستس في بوسطن (بالإنجليزية: University of Massachusetts Boston)‏، وتعرف أيضاً ـ اختصاراً ـ باسم يوماس بوسطن (بالإنجليزية: UMass Boston)‏ هي جامعة بحثية عامة مقرها في بوسطن بالولايات المتحدة الأمريكية وتمتلك أكبر حرم جامعي من بين جامعات منظومة ماساتشوستس الخمس التي يقع حرمها في ماساتشوستس، حيث تبلغ مساحة حرمها 177 أكر في كولومبيا بوينت (بالإنجليزية: Columbia Point)‏ بمدينة بوسطن. ومعظم طلبة جامعة ماساتشوستس هم من أبناء ولاية ماساتشوستس مع أعداد من أبناء الولايات الأخرى وبعض الطلبة الأجانب. وجامعة ماساتشوستس في بوسطن هي الجامعة الأهلية الوحيدة في مدينة بوسطن.

## التاريخ
يعود تاريخ نظام جامعة ماساتشوستس إلى تأسيس كلية ماساتشوستس الزراعية بموجب قوانين موريل للأراضي في عام 1863. ومع ذلك، قبل تأسيس الجامعة في بوسطن، كان حرم امهيرست هو الجامعة العامة والشاملة الوحيدة في الولاية. حتى أواخر الخمسينيات من القرن الماضي، احتلت ولاية ماساتشوستس المرتبة الأدنى في التمويل العام للفرد الواحد أو بالقرب منه في التعليم العالي، وقد عارضت مقترحات لتوسيع جامعة ماساتشوستس إلى بوسطن من قبل أعضاء هيئة التدريس والإداريين في حرم أمهيرست ومن قبل الكليات الخاصة وجامعات في بوسطن.
في عام 1962، وسعت محكمة ماساتشوستس العامة نظام جامعة ماساتشوستس لأول مرة إلى ووستر، ماساتشوستس بإنشاء كلية الطب بجامعة ماساتشوستس. في عام 1963، أبلغ رئيس يوماس جون دبليو ليدرل المحكمة العامة أن أكثر من 1200 من خريجي المدارس الثانوية في منطقة بوسطن المؤهلين للالتحاق بجامعة ماساتشوستس تم رفض قبولهم في حرم أمهيرست بسبب نقص المساحة، وعلى الرغم من معارضة حرم أمهيرست الجامعي. وافق على توسيع نظام يوماس مع الحرم الجامعي للركاب في بوسطن. في ذلك الوقت، كان هناك 12000 طلبًا للطلاب الجدد في جامعة ماساتشوستس في أمهيرست مع 2600 مكانًا فقط، ومع ذلك عاش غالبية المتقدمين في منطقة بوسطن الكبرى.
في عام 1980، صوتت المحكمة العامة في ماساتشوستس على إنشاء مجلس التعليم العالي في ماساتشوستس مع دمج الموارد للتعليم العالي العام في الولاية، وفي عام 1981، قرر مجلس الحكام دمج يوماس بوسطن وكلية ولاية بوسطن بحلول عام 1984. على الرغم من أن الاندماج عام 1981 قد سمح لكلتا المدرستين بفترة سماح مدتها ثلاث سنوات لتسهيل الانتقال، إلا أن التخفيض الكبير في ميزانية التعليم العالي للولاية أجبر مجلس الأمناء على المطالبة بالدمج بحلول سبتمبر 1981 (على الرغم من من الحكام سمحوا بتأجيلها حتى يناير من العام التالي). كانت كلية بوسطن الحكومية موجودة منذ 1852، وخلال 130 عامًا من وجودها، اشتهرت في الغالب بأنها كلية للمعلمين، تقع بين متحف بوسطن للفنون الجميلة ومنطقة لونغوود الطبية والأكاديمية، مع اثنين من كليتها الأخرى أكبر عدد من المسجلين في التمريض وإدارة الشرطة. ستنتقل هذه البرامج إلى يوماس بوسطن سليمة تمامًا، وستشكل أساس كلية التربية، وكلية التمريض والعلوم الصحية، وبرنامج العدالة الجنائية في قسم علم الاجتماع على التوالي.
في عام 1994، صنفت مؤسسة كارنيجي للنهوض بالتعليم جامعة يوماس بوسطن على أنها جامعة شاملة للماجستير 1، وفاز الشاعر لويد شوارتز بجائزة بوليتزر للنقد لعام 1994، وفي عامي 1990 و 1998، قام أستاذ تاريخ الفن بول هايز تاكر برعاية معرضين في متحف بوسطن للفنون الجميلة للوحات كلود مونيه. في عام 1997، أسس البروفيسور تاكر أيضًا الفنون في حديقة بوينت للنحت في الحرم الجامعي، كما بدأ مؤسس محطة الإذاعة الجامعية WUMB-FM مهرجان بوسطن الشعبي. بحلول عام 1998، كان لدى الجامعة أربعة مجالات بحثية رئيسية تمثل ثلاثة أرباع تمويل أبحاث الجامعة: الدراسات البيئية، والأداء النفسي والاجتماعي للسكان المعرضين للخطر، والتعليم، والصحة والرعاية الاجتماعية. في عام 2000، قامت مؤسسة كارنيجي للنهوض بالتعليم بترقية تصنيف الجامعة إلى جامعة دكتوراه/ بحثية، وجامعة مكثفة.
تملك الجامعة الآن سبعة برامج دكتوراه في السياسة العامة وعلوم الكمبيوتر والتمريض والتعليم، بالإضافة إلى علم النفس الإكلينيكي، علم الشيخوخة، والبيولوجيا البيئية.
في عام 2014، احتفلت الجامعة بالذكرى الخمسين لتأسيسها، وفي عام 2015، نشرت دار نشر جامعة ماساتشوستس أول تاريخ للمدرسة حول تأسيسها ونموها، بعنوان UMass Boston في 50 عام. في عام 2015، التحقت كلية الإدارة بما يقرب من سدس جميع الطلاب وكان أكثر من نصف الطلاب الجامعيين الحاصلين على درجات علمية في مجال العلوم والتكنولوجيا والهندسة والرياضيات من الأقليات أو الإناث. بحلول عام 2015، كان طلاب الجامعة من 140 دولة مختلفة وتحدثوا 90 لغة مختلفة.
في 26 يناير 2015، افتتحت الجامعة أول مبنى أكاديمي جديد لها منذ بناء الحرم الجامعي الأصلي، وهي منشأة بحثية تسمى مجمع العلوم المتكاملة. في 30 مارس 2015، أقيم حفل تكريس معهد إدوارد إم كينيدي لمجلس الشيوخ الأمريكي مع الرئيس والسيدة الأولى للولايات المتحدة باراك وميشيل أوباما، زوجة السناتور كينيدي فيكتوريا ريجي كينيدي، نائب الرئيس جو بايدن، الولايات المتحدة وزير الخارجية جون كيري، والسناتور الأمريكي جون ماكين من ولاية أريزونا، وزعماء الأغلبية السابقة في مجلس الشيوخ الأمريكي توم داشل من نورث داكوتا وترينت لوت من ولاية ميسيسيبي، والسيناتور إليزابيث وارن وإد ماركي من ماساتشوستس، وحاكم ماساتشوستس تشارلي بيكر، والممثل الأمريكي السابق باتريك ج. كينيدي من ولاية رود آيلاند، وعضو مجلس الشيوخ عن ولاية كونيتيكت، إدوارد إم كينيدي جونيور، وعمدة بوسطن مارتي والش.

### الجدول الزمني للجامعة
- 1851 - اقترح مدير مدرسة بوسطن ناثان بيشوب مدرسة عادية لتدريب المعلمين للصفوف الابتدائية.
- 1852 - المدرسة الثانوية للبنات تجري فصولها الأولى في مبنى مدرسة آدامز في شارع ميسون
- 1854 - تم تغيير اسم المدرسة الثانوية للبنات إلى مدرسة البنات الثانوية والعادية.
- 1863 - تأسست كلية ماساتشوستس الزراعية (MAC) في أمهيرست.
- 1870 - انتقلت المدرسة إلى أحياء جديدة في شارع ويست نيوتن.
- 1872 - أصبحت مدرسة بوسطن للمعلمين مؤسسة منفصلة.
- 1876 - انتقلت بوسطن نورمال إلى مبنى مدرسة رايس في شارع دارتموث.
- 1907 - انتقلت بوسطن نورمال إلى منشأة مبنية خصيصًا في شارع هنتنغتون.
- 1922 - أصبحت بوسطن نورمال كلية المعلمين في مدينة بوسطن.
- 1931 - أصبحت «ماك» كلية ولاية ماساتشوستس.
- 1947 - أصبحت «ماك» جامعة ماساتشوستس.
- 1952 - أصبحت كلية المعلمين هي كلية المعلمين الحكومية في بوسطن.
- 1960 - أعيدت تسميتها كلية الدولة في بوسطن في 100 شارع أرلينغتون في بارك سكوير.
- 1964 - تم إنشاء جامعة ماساتشوستس بوسطن.
- 1968 - أعيدت تسمية كلية الولاية في بوسطن إلى كلية ولاية بوسطن.
- 1982 - اندمجت كلية ولاية بوسطن مع جامعة يوماس بوسطن.
- 2004 - تم افتتاح مركز الحرم الجامعي الجديد في بوسطن.
- 2015 - افتتاح مجمع العلوم المتكاملة الجديد.
- 2016 - افتتاح مبنى قاعة الجامعة الجديد.
- 2018 - افتتاح القاعة الأولى للجامعة.

## الحرم الجامعي
يقع حرم يوماس بوسطن قبالة الطريق السريع 93 وعلى بعد ميل واحد من محطة هيئة النقل بخليج ماساتشوستس على الخط الأحمر وخطوط المستعمرة القديمة للسكك الحديدية. ويشمل مباني:
- مركز الحرم الجامعي
- قاعة الجامعة
- قاعة ويتلي
- مركز العلوم
- ماكورماك هول
- مكتبة هيلي
- مبنى إدارة كوين
- مبنى الخدمات والتجهيزات
- مجمع العلوم المتكامل
- مركز كلارك الرياضي ومنتزه مونان
- سكن القاعة المباني الشرقية والغربية
- الكراج الغربي

### مواقع خارج الحرم الجامعي
معهد يوماس بوسطن لدراسات الأمريكيين الأصليين في نيو إنجلاند ومعهد دمج المجتمع (برنامج يوماس بوسطن المشترك مع مستشفى بوسطن للأطفال الذي يعد جزءًا من الرابطة الوطنية للمراكز الجامعية الخاصة بالإعاقة) مكاتبهم الرئيسية في الطابق الرابع من بايسايد مركز المكاتب في 150 شارع ماونت فيرنون، المجاور لمركز بايسايد إكسبو السابق وأسفل الشارع من الحرم الجامعي الرئيسي.

### خطة تطوير الحرم الجامعي 2009
في 7 ديسمبر 2009، تم نشر خطة رئيسية مدتها 25 عامًا، تحدد مشاريع تطوير وبناء الحرم الجامعي في المستقبل، والتي تضمنت بناء مجمع العلوم المتكامل وقاعة الجامعة، بالإضافة إلى التحسينات على بوسطن هاربورووك. تشمل المشاريع:
- خطة بقيمة 45 مليون دولار تقودها حاليًا كانون ديزاين، بتمويل من هيئة بناء يوماس، وتديرها شركة هيل انترناشيونال لتجديد ويتلي وقاعات مكورماك وهدم مركز العلوم الأصلي.[50]
- مشروع 71 مليون $ تمول من قبل السلطة [أومس] البناء، التي تديرها شركة سكانسكا، التي بناها سوفولك البناء، والتي صممها فنك ماكريدي الهندسة المعمارية لبناء أول مرآب للسيارات قائمة بذاتها الجامعة تقع في بين Monan بارك وجامعة غرب محرك،[46][51] الذي بدأ العمل في 26 يناير 2017، وتم الانتهاء من بنائه في 2018،[52]

## أكاديميًا
| كلية                     | تخصص جامعي      | درجات البكالوريوس الممنوحة |
| ------------------------ | --------------- | -------------------------- |
| الفنون الليبرالية        | 4,845 (39.12٪)  | 1,130 (42.40٪)             |
| العلوم والرياضيات        | 3,252 (26.26٪)  | 382 (14.33٪)               |
| إدارة                    | 2,066 (16.68٪)  | 528 (19.81٪)               |
| التمريض والعلوم الصحية   | 1,642 (13.26٪)  | 476 (17.86٪)               |
| التعليم والتنمية البشرية | 260 (2.10٪)     | 71 (2.66٪)                 |
| مدرسة البيئة             | 258 (2.08٪)     | 66 (2.48٪)                 |
| التقدم والدراسات المهنية | 51 (0.41٪)      | 6 (0.23٪)                  |
| الخدمة العامة والمجتمعية | 12 (0.10٪)      | 4 (0.15٪)                  |
| مجاميع الجامعة           | 12386 (100.00٪) | 2,665 (100.00٪)            |

تمنح الجامعة درجات البكالوريوس والماجستير والدكتوراه، وتدير أيضًا برامج الشهادات وبرنامج الشركات والتعلم المستمر والتعلم عن بعد.
هناك 11 كلية في يوماس بوسطن: كلية الآداب، كلية العلوم والرياضيات، مدرسة البيئة، كلية الإدارة، كلية التمريض والعلوم الصحية، كلية الخدمة العامة والمجتمع، كلية التربية والإنسان التنمية، كلية جون دبليو مكورماك العليا لدراسات السياسات والدراسات العالمية، كلية الإدماج العالمي والتنمية الاجتماعية، كلية الشرف، وكلية الدراسات المتقدمة والمهنية.
الجامعة عضو في جامعات الحضرية 13، إلى جانب مدارس مثل جامعة تمبل وجامعة بيتسبرغ. تحتفظ الجامعة بشراكة مع جامعة العلاقات الدولية، وهي جامعة لها علاقات بوزارة أمن الدولة في جمهورية الصين الشعبية.
في العام الدراسي 2017-2018، كانت التخصصات الخمسة الأكثر شهرة في الجامعة هي الإدارة، وعلم الأحياء، وعلم النفس، والتمارين والعلوم الصحية، والتمريض. ضمن كلية الفنون الليبرالية، كانت التخصصات الخمسة الأكثر شعبية هي علم النفس والعدالة الجنائية والاقتصاد ودراسات الاتصال واللغة الإنجليزية. ضمن كلية العلوم والرياضيات، كانت التخصصات الخمسة الأكثر شهرة هي علم الأحياء وعلوم الكمبيوتر والكيمياء الحيوية والرياضيات والهندسة الكهربائية. داخل كلية الإدارة، كانت التخصصات الخمسة الأكثر شيوعًا هي المحاسبة، والمالية، والتسويق، وتكنولوجيا المعلومات، والإدارة الدولية. أشهر خمسة قاصرين في الجامعة هم علم النفس وعلم الاجتماع والاقتصاد والعدالة الجنائية واللغة الإنجليزية (مرتبطة بعلم الأحياء).

### الاعتماد الاكاديمي
تم اعتماد يوماس بوسطن من قبل جمعية نيو إنجلاند للمدارس والكليات. بالإضافة إلى ذلك، تم اعتماد كلية الإدارة من قبل جمعية تطوير كليات إدارة الأعمال، وكلية التمريض والخدمات الصحية حاصلة على اعتماد من الرابطة الوطنية للجنة اعتماد التمريض ومجلس تسجيل كومنولث ماساتشوستس في التمريض. تم اعتماد برنامج العلاج الأسري من قبل لجنة اعتماد تعليم العلاج الزوجي والأسري.

### الهيئة التدريسية
| كلية                               | المجموع         | دوام جزئي    | المسار غير الحيازي |              |
| ---------------------------------- | --------------- | ------------ | ------------------ | ------------ |
| الفنون الليبرالية                  | 489 (39.34٪)    | 174 (35.58٪) | 102 (20.86٪)       | 213 (43.56٪) |
| العلوم والرياضيات                  | 172 (13.84٪)    | 46 (26.74٪)  | 36 (20.93٪)        | 90 (52.33٪)  |
| التمريض والعلوم الصحية             | 142 (11.42٪)    | 92 (64.79٪)  | 23 (16.20٪)        | 27 (19.01٪)  |
| التعليم والتنمية البشرية           | 123 (9.90٪)     | 68 (55.28٪)  | 9 (7.32٪)          | 46 (37.40٪)  |
| إدارة                              | 119 (9.57٪)     | 37 (31.09٪)  | 21 (17.65٪)        | 61 (51.26٪)  |
| مدرسة ماكورماك للدراسات العليا     | 56 (4.51٪)      | 21 (37.50٪)  | 6 (10.71٪)         | 29 (51.79٪)  |
| التقدم والدراسات المهنية           | 51 (4.10٪)      | 45 (88.24٪)  | 6 (11.76٪)         | 0 (0.00٪)    |
| الشمول العالمي والتنمية الاجتماعية | 28 (2.25٪)      | 19 (67.86٪)  | 0 (0.00٪)          | 9 (32.14٪)   |
| مدرسة البيئة                       | 23 (1.85٪)      | 6 (26.09٪)   | 3 (13.04٪)         | 14 (60.87٪)  |
| الخدمة العامة والمجتمعية           | 16 (1.29٪)      | 4 (25.00٪)   | 0 (0.00٪)          | 12 (75.00٪)  |
| المجاميع الجامعية                  | 1,243 (100.00٪) | 527 (42.39٪) | 210 (16.89٪)       | 506 (40.71٪) |

تتكون هيئة التدريس في الجامعة من 1,243 عضوًا. 96% من أعضاء هيئة التدريس حاصلون على أعلى درجة في مجالاتهم ونسبة الطلاب إلى المعلمين هي 16: 1.
من أبرز الأعضاء: الشعراء لويد شوارتز (الحائز على جائزة بوليتزر للنقد في عام 1994 وشارك في تحرير مكتبة إليزابيث بيشوب الأمريكية: قصائد ونثر وآداب في عام 2008)، باتريك بارون،  وجيل ماكدونو،  المترجم وعالم اللغة السلافية ديانا لويس بورجين،  عالم اللغة دونالدو ماسيدو،  المؤلف بادريغ أومالي،  الباحثة النسوية كارول كوهن،  الاقتصاديون جولي أ. نيلسون وراندي ألبيلدا،  الفيلسوفة لين تيريل،  عالمات السياسة ليلى فرسخ وتوماس فيرجسون،  عالم النفس شارون لامب،  عالم الكمبيوتر باتريك أونيل،  خبير مونيه بول هايز تاكر،  والفيزيائي بنيامين مولو، مكتشف ثلاثي مولو.
من بين أعضاء هيئة التدريس السابقين الباحث التوراتي ريتشارد أ. هورسلي،  الكيميائي جون وارنر،  عالمة الأحياء التطورية جوان روغاردن،  الكاتبات النسويات بيفرلي سميث وكريستينا هوف سومرز،  المؤرخون إدوارد بيركويتز،  جيمس جرين،  بيتر لاينبو،  ويليام أندرو موفيت، مارك بيتي،  وجيمس تورنر،  عالم الأدب كارلو ل.جولينو (الذي شغل منصب مستشار الجامعة من 1973 إلى 1978)، عالم الرياضيات أمير أكزيل،  فيكتور إس ميللر، وروبرت توماس سيلي،  طبيب الأعصاب إم في بادما سريفاستافا،  الروائيون جايمي كلارك،  إليزابيث سيرل،  وميلاني راي ثون،  الفيلسوفة جين رولاند مارتن،  الشعراء مارثا كولينز وصابرا لوميس،  عالما السياسة جلال ألامجير وكينت جون شابوتار،  عالم النفس الإكلينيكي ديفيد ليساك،  عالمة النفس الاجتماعي ميلاني جوي،  وعلماء الاجتماع بنجامين بولجر وروبرت دنتلر.

## المعاهد والمراكز
تدار المعاهد والمراكز القائمة بذاتها التالية من قبل مكتب نائب رئيس الجامعة ونائب رئيس الجامعة للشؤون الأكاديمية.
- مركز التنمية الاجتماعية والتعليم[124]
- مركز البحوث المسحية[125]
- معهد الدراسات الأمريكية الآسيوية[126] (عضو في اتحاد أبحاث سياسات الأمريكيين الآسيويين وجزر المحيط الهادئ)
- معهد الإدماج المجتمعي[127]
- مكتب ماساتشوستس للتعاون العام[128]
- معهد موريسيو جاستون لتنمية المجتمع اللاتيني والسياسة العامة[129]
- معهد الموانئ الحضرية[130]
- مركز تطوير المشاريع[131]
- معهد ويليام جوينر لدراسة الحرب والنتائج الاجتماعية[132]
- معهد ويليام مونرو تروتر لدراسة ثقافة السود[133]

تدار المعاهد والمراكز التالية على مستوى الجامعة بشكل عملي من قبل فرق القيادة الجماعية المعينة من قبل وكيل الجامعة ونائب رئيس الجامعة للشؤون الأكاديمية.
- مركز العلوم والرياضيات في السياق[134]
- مركز علاج السرطان الشخصي (مشروع تعاوني مع مركز دانا فاربر / هارفارد للسرطان)[135]
- معهد كونفوشيوس[136]
- مركز بحوث العلوم التنموية
- معهد القيادة والابتكار في التعليم المبكر[137]
- معهد التعليم الدولي والمقارن[138]
- مختبر الحلول المستدامة[139]

## الأنشطة الطلابية
تشمل الجمعيات الطلابية الوطنية أو المنظمات المهنية التي لها فروع محلية أو طلابية نشطة في يوماس بوسطن دلتا ألفا لامدا، الجمعية الأمريكية للكيمياء الحيوية والبيولوجيا الجزيئية، كلية الديمقراطيين في أمريكا، دلتا سيجما بي، جمعية الشرف الذهبية الدولية، الرابطة الوطنية لممرضات الطلاب، فاي دلتا إبسيلون، مجموعة أبحاث المصلحة العامة، جمعية النهوض بالشيكانوس / الإسبان والأمريكيين الأصليين في العلوم، جمعية طلاب الفيزياء والشباب الأمريكيين من أجل الحرية. كان لدى الجمعية الكيميائية الأمريكية فصل طلابي في يوماس بوسطن، ولكن اعتبارًا من فصل الخريف 2016 أصبح غير نشط.

## خريجون متميزون
- صموئيل أوركاتو، وزير العلوم والتعليم العالي، إثيوبيا.[168]
- أمسيل أبرا، بكالوريوس. 1981، مصمم زفاف المشاهير.[169]
- كوري أتكينز، عضو في مجلس نواب ماساتشوستس.[170][171]
- دانيال إي. بوسلي عضو في مجلس نواب ماساتشوستس (1987–2011).[171][172]
- ويليام براتون، مفوض الشرطة في بوسطن (1993–1994)، رئيس شرطة لوس أنجلوس (2002–2009).[173]
- فيليب بروتوس، عضو في مجلس نواب فلوريدا (2001–2007).[174]
- كريستين كانافان، عضو في مجلس نواب ماساتشوستس (1993–2015).[171][175]
- كين كيسي، عازف قيثارة لفرقة موسيقى الروك الشرير.
- ليني كلارك، ممثل.[176]
- باول دوناتو، عمدة ميدفورد (ماساتشوستس) (1980–1985)، عضو في مجلس نواب ماساتشوستس.[177][178]
- إيلين مايلز، مؤلف.[179]
- ديفيد رايان، كاتب.[180]
- جيفري سانشيز، عضو في مجلس نواب ماساتشوستس (2003–2019).[181]
- بيز ستون، أحد مؤسسي تويتر.[182]
- ستيف سويني، كوميدي.[183]